# Kafr Rumman
Kafr Rumman (àrab: كفر رمّان, Kafr Rummān) és un municipi palestí de la governació de Tulkarem, a Cisjordània, 11 km a l'est de Tulkarem. Segons l'Oficina Central Palestina d'Estadístiques tenia 869 habitants el 2007.